# Svetlice
Svetlice je roman s socialno tematiko, ki ga je napisal Leopold Suhodolčan. Izšel je leta 1965 pri založbi Obzorja v Mariboru. Je iz treh delov in obsega 451 strani.
Tu je dežela živih in tam je dežela

mrtvih, in most je ljubezen, edino, kar

preživi, edini pomen ...

(Wilder, Most svetega kralja Ludovika)

Kitica s prve strani romana.

## Zgodba
Dogajalni čas je jesen 1958, kraj pa podeželsko mestece Dobrije. V ospredju romana je Marinova družina: stari Marin, njegova žena Marnica, njuna odrasla otroka Andrej in Ana ter Andrejeva družina (žena Barbara in otroka Marko in Marijica).
Marin je človek z velikim ugledom, odločen mož, ki je po očetovi želji nadaljeval poklic avtoprevoznika. Zna vživeti v obeh svetovih – svetu realnosti in svetu iluzije. Svet realnosti predstavlja njegovo domače okolje – Dobrije, medtem ko je svet iluzije Maribor, kamor službeno zahaja, natančneje je to kinobar, kjer ima poleg prijateljev tudi svojo mlado prijateljico Veroniko, pevko s svetlimi lasmi in poltjo. Ta mu v življenju predstavlja svetlico in pred smrtjo je njegova zadnja želja podaljšati trenutke ob njej in jo videti golo, kar tudi doživi. Z Marnico sta poročena že 30 let, njun zakon je stabilen, saj je Marnica neizmerno pohlevna, ustrežljiva in prilagodljiva žena, gospodinja in mati. Zgodba Ane in Andreja je drugačna. Oče Marin ju je vzgajal popustljivo, prepustil ju je življenjskemu toku, da se sama naučita plavati. Andrej je zaradi tega izredno zmeden, ima slabo samopodobo in se podcenjuje. Zaposlen je kot pomočnik v pisarni ukazovalnega birokrata Pivca, študira pravo, a je za študij vedno manj motiviran. Njegov zakon z Barbaro je ponesrečen, na koncu romana ga ona zapusti. Drugi otrok, hčerka Ana, nosi v sebi maščevalnost in škodoželjnost do drugih, posebno bližnjih ljudi, in sicer zaradi nekega razočaranja v otroštvu. Je slaba učiteljica, ločena, nato se poroči z urarjem Simonom, a se tudi z njim razide; tako kot prejšnji njen mož tudi on pristane v bolnišnici kot alkoholik.
Socialno ozadje romana je iz pogovorov domačinov v gostilni. Besedilo je iz monologov in dialogov med Marinovimi (bodisi pogovori dveh partnerjev ali prijateljev bodisi samostojna razmišljanja posameznikov v toku zavesti).

## Kritike
"Tako imamo opraviti z družinsko kroniko, v pripoved ujeto z odločilnimi družinskimi situacijami in spremembami, ki dajejo pisatelju možnost predstaviti najintimneje moralne lastnosti posameznikov, za nekatere tudi nastajanje in posledice teh lastnosti. /.../ Tako se srečanje s temi ljudmi strne v neveselo spoznanje, da je v človeškem življenju še toliko nečloveškega, in da se le tu in tam zablešče v njem svetlice, iskrice dobrega ali sončne prelihe, ki naj bi simbolizirale svetle trenutke v človekovem življenju. V tem pogledu je Suhodolčanov roman značilna in zgovorna diagnoza slovenskega podeželja." (Vurnik 1965: 947–950)
"Suhodolčanov literarni pohod v človeški notranji svet, kjer mu pripovedni zapis tekoče beleži notranji monolog in lirsko izpoved, pa tudi groteskno dramo, izvira iz socialnega gradiva." (Glušič 1996: 182–183)
"Skupino ljudi, ki ji je usojeno sožitje v podeželskem mestecu, ženejo v njihovem uveljavljanju zvečine primitivna gibala: seks in ustrezni prekrški družbenega dogovora, spodrezano in na novo poganjajoče lastništvo v različnih oblikah, gojenje iluzij in streženje osebnemu ugodju." (Paternu, Glušič-Krisper, Kmecl 1967: 310–311)